# Sauerbruch-Arm

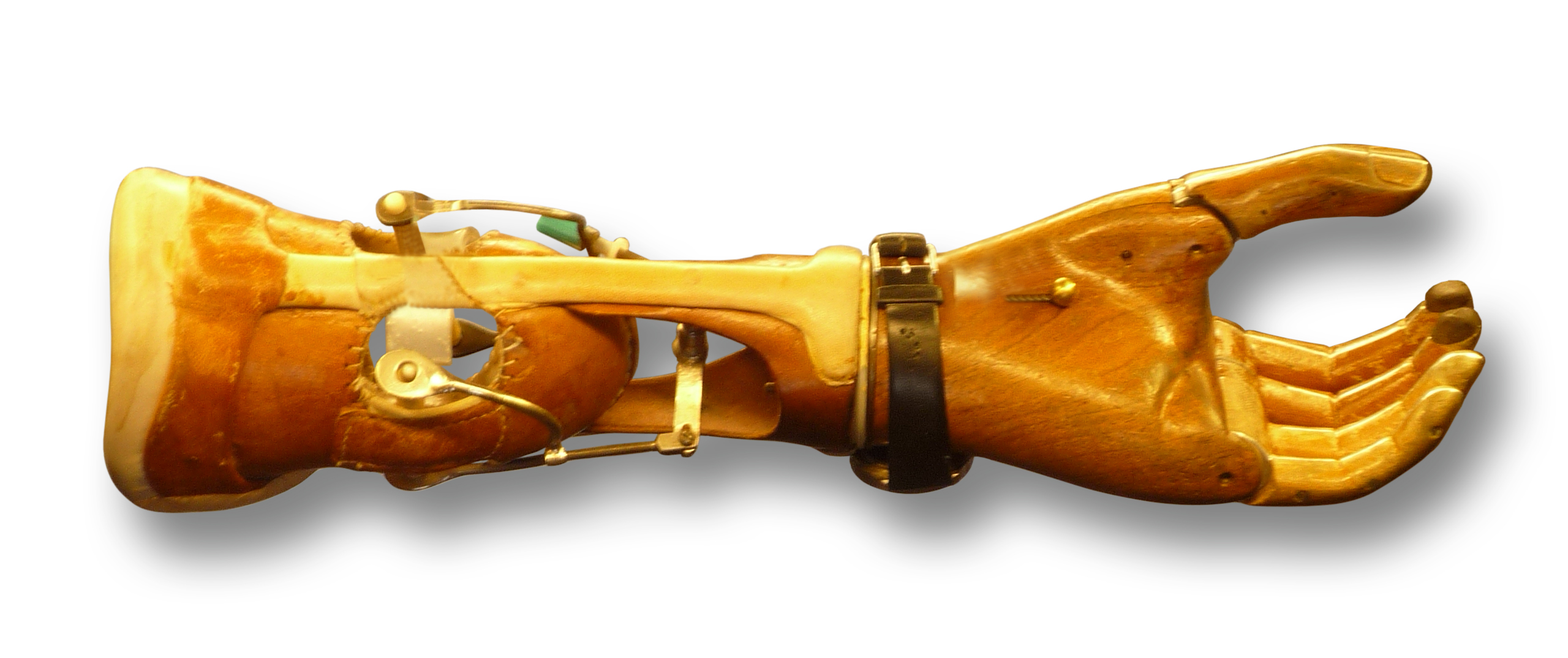
Sauerbrucharm mit Hüfnerhand des Hutmachers Gottfried Schätz aus Tegernsee

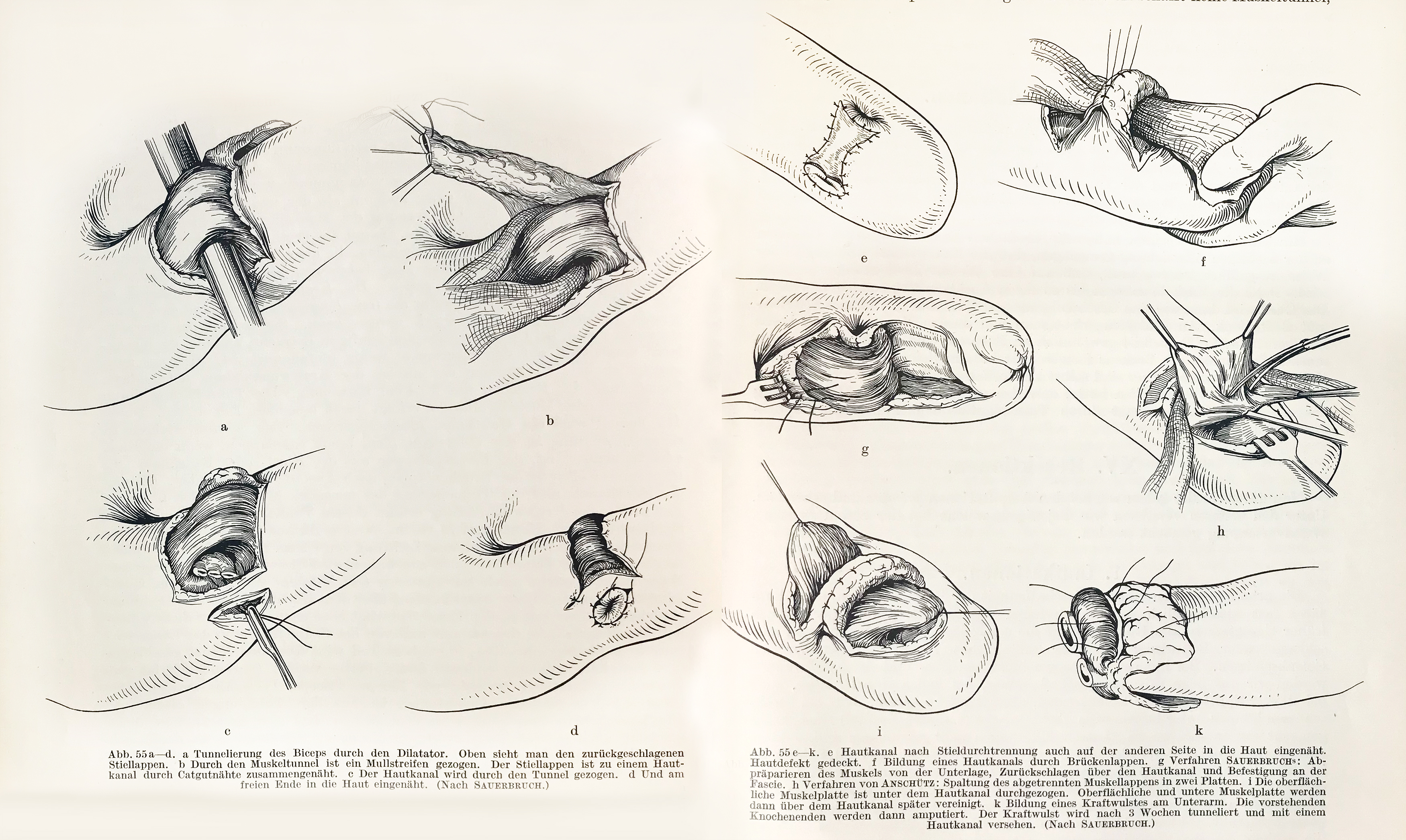
Stumpfvorbereitung für den sog. „Sauerbruch-Arm“ Illustration aus „Carl Franz (1870–1946) – Lehrbuch der Kriegschirurgie (2. Aufl. 1936)“ Seite 224 / 225.

Der Sauerbruch-Arm war eine von dem Chirurgen Ferdinand Sauerbruch konstruierte Prothese, die hauptsächlich für versehrte Kriegsteilnehmer des Ersten Weltkriegs gedacht war. Die hohen Kosten für die Prothese konnten jedoch nur wenige Betroffene aufbringen, so dass ihre Anwendung von vornherein nur begrenzt war. Dazu wurde bei dem verbliebenen Armstumpf durch das Muskelgewebe ein von Haut ausgekleideter Kanal gelegt, durch den ein Elfenbeinstab eingeführt wurde (später zwei Stäbe in zwei Kanälen). Damit konnte die Bewegung der verbliebenen Muskulatur im Armstumpf auf die Prothesenteile, insbesondere der Hand (die Hüfnerhand), übertragen werden.

## Allgemeine Situation
Der Erste Weltkrieg mit seinem enormen Anfall von Versehrten mit verlorenen Gliedmaßen stellte die Medizin vor die grundlegende Herausforderung, sinnvollen Ersatz zu schaffen. Bei den oberen Extremitäten bildeten sich zuerst zwei Hauptrichtungen heraus, die sich laut Weinert als Schmuckarme und Arbeitsarme bezeichnen lassen. Die reinen Schmuckarme und -hände waren möglichst realistisch nachgebildete Imitate der realen Körperteile. Ihre Aufgabe war es, „in möglichst vollendeter Form den natürlichen Arm in Ruhelage und beim Gehen“ nachzuahmen. Mit derartigen Prothesen sollte die Behinderung im Alltag möglichst unsichtbar gemacht werden. Den gegensätzlichen Weg ging man bei der Entwicklung der sogenannten Arbeitsprothesen, die genaugenommen nichts anderes waren als an den Körper montierte Werkzeuge-Träger. Hier geben die rein auf Funktionalität ausgerichteten Entwicklungen der Siemens-Schuckertwerke einen guten Einblick. Eine erste Zwischenlösung versuchte man mit der normierten Prothese zu finden, die an der eigentlichen Prothese (der „Bandage“) ein „Armgerät“ hatte, an das mit verschiedenen Adaptern sowohl ein Ansatzstück für verschiedene Zusätze als auch eine Kunsthand (ohne eigene bewegliche Elemente) montiert werden konnte.

## Geschichte
Erstmals 1896 hatte der italienische Chirurg Giuliano Vanghetti die Idee, Armamputierte mit einer beweglichen künstlichen Hand zu versorgen. Die erste Beschreibung der Methode wurde 1898 veröffentlicht und Studien am Menschen begannen 1900. Sauerbruch begann dann 1915, ausgehend von einer Idee des in ebenfalls in Zürich lehrenden Professors für Maschinenbau Aurel Stodola, der vorschlug, die noch vorhandenen Muskeln im Stumpf als Antrieb für eine künstliche Hand zu nutzen, und einer groben Skizze für eine künstliche Hand, die sich so vom Träger bewusst öffnen und schließen lassen sollte, an der Umsetzung zu arbeiten. Im Frühjahr 1916 war der chirurgische Teil gelöst, es fehlte jedoch eine passende Handprothese. Zum Einsatz kam schließlich die von Jakob Hüfner entwickelte mechanische Zweizughand. Sie konnte aktiv geöffnet und geschlossen werden. Ein Hauptstandort dieser Operationstechnik war das von Max Lebsche betriebene Caritas-Spital für Schwerkriegsbeschädigte im Schloss Fürstenried/München. Dort wurden nach dem Krieg (bis 1951) bei 1175 Amputierten Prothesen angepasst, 850 Operationen führte Lebsche selbst durch. Patienten, die beide Hände verloren hatten, wurde nach Möglichkeit, wenn das die Amputations-Situation zuließ, nicht zwei Sauerbruch-Prothesen angelegt, sondern es wurde versucht, im Idealfall am linken Arm (bei Rechtshändern) eine Krukenberg-Plastik zu formen. Diese hat eine hohe Greifkraft und bildete eine sinnvolle Ergänzung zu den Fähigkeiten des Sauerbruch-Arms.
Die Sauerbruch-Prothese setzte sich nicht allgemein durch, u. a. weil im Hautkanal oft Entzündungen und Infektionen auftraten. Der Gedanke, die motorische Steuerung auf die Prothese zu übertragen, wurde indes nicht verworfen, sondern kam bei der myoelektrischen Prothese wieder auf. Dennoch ist auch ihre Verbreitung wegen des hohen Preises begrenzt.

## Aufbau und Funktionsweise

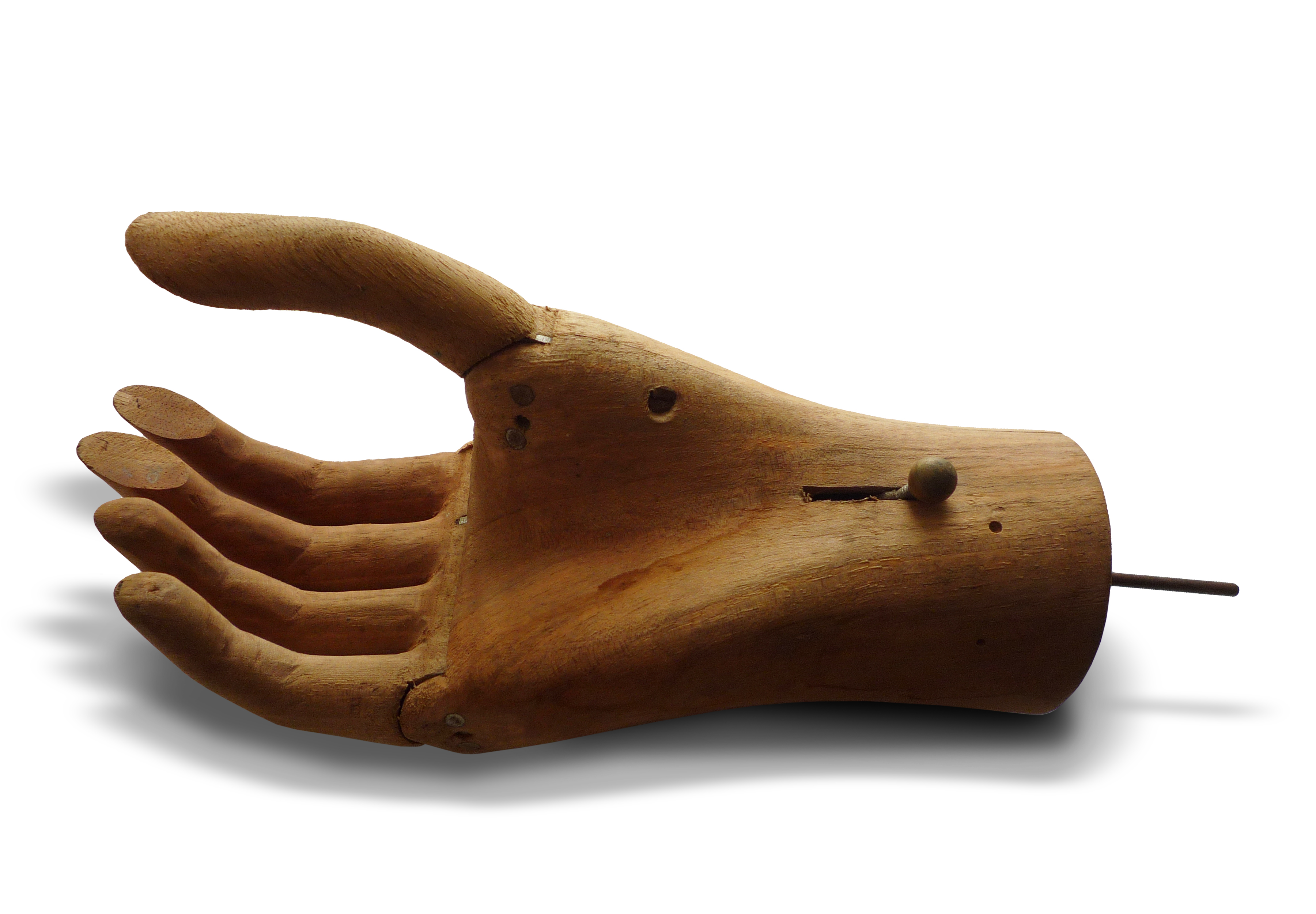
Rohling einer Hüfnerhand mit den, für den Zangengriff wichtigen, beweglichen Fingern und dem Arretierungshebel.

Die Prothese wurde auf den verbleibenden Oberarm angepasst. Zu kurze Stümpfe, oder mit weit ausgedehnter narbiger Veränderung der Muskulatur eigneten sich nicht. Vor Verwendung der Sauerbruch-Prothese war ein intensives, vorbereitendes Training der Muskulatur notwendig, da Beuge- und Streckmuskulatur synergistisch arbeiten. Der Hauptanteil dabei fällt immer dem Bizeps „Beuger“ zu. Der Chirurg Wilhelm Anschütz lehrte dazu, dass eine künstliche Muskeldissoziation vorgenommen werden kann, in der ein Muskel durch stetiges Training zu einer anderen als der ursprünglichen Funktion „erzogen“ werden kann.
Die Übertragung der Oberarm-Muskelkraft auf die künstliche Greifhand erfolgte durch in den Muskel eingefügte Elfenbeinstifte, die über Zugschnüre (bzw. einen Metallstab) die Zangenbewegung der Finger ausführten. Die Stifte lagen in Hautkanälen, die quer zur Kontraktionsrichtung entweder durch den in natürlicher Lage belassenen oder zu einem sogenannten „Kraftwulst“ künstlich umgebildeten Muskel gingen.
Für das gute Funktionieren „der willkürlich bewegbaren künstlichen Hand“ (Zitat Sauerbruch) war das Element der Greifhand von großer Bedeutung: der Uhrmacher und Feinmechaniker Jacob Hüfner ließ sich 1922 eine künstliche Hand mit einem speziellen Sperrmechanismus patentieren, die Sauerbruch in seine Entwicklung übernahm. Dadurch war es möglich die Hand nicht nur weit zu öffnen und zum Zangengriff zu schließen, sondern auch durch einen kleinen Hebel in jeder beliebigen Stellung „einzufrieren“, so dass es möglich war, mit der Hand lange und kraftvoll zuzupacken und gleichzeitig die Muskulatur zu entlasten. Die mechanische Kraftentwicklung die mit der Prothese beim Greifen möglich war, lag bei 30–60 kgcm (entspricht 2,94 bis 5,88 Newtonmeter).

## Rezeption
Einen literarischen Nachklang fand der Sauerbruch-Arm in Bertolt Brechts Abhandlung Me-ti. Buch der Wendungen. In dieser Schrift taucht unter dem Titel „Der unpolitische Arzt“ eine an Ferdinand Sauerbruch angelehnte fiktive Figur auf: der Arzt „Schin-fu“, der in Lazaretten arbeitete und durch die Konstruktion einer künstlichen Hand für Soldaten bekannt wurde.

## Trivia
Entgegen manchmal kolportierter Informationen trug der Wehrmachtsoffizier Claus Schenk Graf von Stauffenberg keine Sauerbruch-Prothese.